# Hubert Raudaschl
Hubert Raudaschl (* 26. August 1942 in Sankt Gilgen) ist ein erfolgreicher österreichischer Segler und Ehrenbürger seiner Heimatgemeinde.

## Karriere
Raudaschl betreibt seit 1950 den Segelsport wettkampfmäßig. Insgesamt nahm er von 1960 bis 1996 an zehn Olympischen Spielen in verschiedenen Bootsklassen teil. Er war damit bis 2012 der bisher einzige Sportler der Welt, der zehn Olympiateilnahmen zu Buche stehen hatte. Allerdings war er bei den Spielen 1960 nur Ersatzmann und nahm nicht an den Wettkämpfen teil. Somit ist er in der Liste der Sportler mit den meisten Olympiateilnahmen mit nur neun Teilnahmen angeführt, auf zehn Teilnahmen brachte es der kanadische Reiter Ian Millar.
Seine größten Erfolge waren die Silbermedaille bei den Olympischen Spielen 1968 im Finn und 1980 im Starboot sowie die Weltmeistertitel 1964 (Finn) und 1978 (Minitonner).
Heute ist Hubert Raudaschl international bekannter Produzent von Segeln und Bootskonstrukteur. Außerdem ist er Ehrenmitglied des Österreichischen Segelverbandes. Ebenfalls Segler war sein Bruder Walter, mit dem er 1976 an den Olympischen Spielen teilnahm. Huberts Sohn Florian segelte im Finn-Dinghy bei den Olympischen Spielen 2012.

## Erfolge
- Weltmeister 1964 (Finn)
- Weltmeister 1978 (Minitonner)
- Silber bei den Olympischen Spielen 1968 (Finn), Austragungsort: Acapulco
- Silber bei den Olympischen Spielen 1980 (Starboot, mit Vorschoter Karl Ferstl), Austragungsort: Tallinn
- 5-facher Europameister
- insgesamt 18 Medaillen bei Großereignissen
- 22 nationale Titel